# Arturo Patiño Cozar
Arturo Patiño Cozar (La Corunya, 5 de març de 1970) és un exfutbolista gallec, que ocupava la posició de davanter.

## Trajectòria
Després de passar pel Fabril Deportivo, puja al primer equip del Deportivo de La Corunya a la temporada 91/92, on disputa cinc partits a la màxima categoria. No hi troba lloc a l'esquadra corunyesa i l'any següent recala al CD Lugo, de Segona Divisió, on juga 27 partits i marca cinc gols.
Posteriorment milita a diversos equips de Segona Divisió B, com la UD Las Palmas, la UE Figueres, l'Endesa As Pontes i el Granada CF, fins que fitxa pel CD Ourense, tot tornant a la Segona Divisió a la temporada 96/97. Amb els orensans disputa 18 partits i marca quatre gols. A la temporada següent marxa a un altre conjunt del país, el Pontevedra CF, on roman dues temporades abans de retirar-se.